# Дон Маккей
«Дон Маккей» (англ. Don McKay) — драматический триллер 2009 года режиссёра Джейка Голдбергера. Премьера состоялась 24 апреля 2009 года на кинофестивале «Трайбека».

## Сюжет
Одинокий Дон МакКей работает дворником в средней школе. Однажды он получает письмо от своей школьной возлюбленной Сонни, в котором она сообщает, что умирает, и просит его приехать в родной город.

## В ролях
| Актёр              | Роль              |
| ------------------ | ----------------- |
| Томас Хейден Чёрч  | Дон МакКей        |
| Элизабет Шу        | Сонни             |
| Джеймс Ребхорн     | доктор Лэнс Прайс |
| Мелисса Лео        | Мэри              |
| Майкл Эммет Уолш   | Самуэль           |
| Кит Дэвид          | Отис Кент         |
| Пруитт Тейлор Винс | Мел               |

## Отзывы
Фильм получил преимущественно негативные отзывы кинокритиков. На сайте Rotten Tomatoes у фильма 38 % положительных рецензий из 26. На Metacritic — 50 баллов из 100 на основе 13 рецензий.